# Alberyk III (hrabia Dammartin)
Alberyk III (także Alberyk II, zm. 20 września 1200 w Lillebonne) – hrabia Dammartin od 1183, pan La Ferté-Alais.

## Życiorys
Alberyk był synem pana La Ferté-Alais i pretendenta do hrabstwa Dammartin Alberyka II oraz jego nieznanej z imienia żony. W źródłach po raz pierwszy pojawia się w statucie z 1162. Początkowo był stronnikiem królów francuskich. Pomiędzy 1171 a 1176 zwrócił La Ferté-Alais królowi Ludwikowi VII, który w 1176 rozstrzygnął na korzyść Alberyka spór sukcesyjny o hrabstwo Dammartin, przekazując mu zamek i folwark, znajdujące się tymczasowo pod pieczą królewską. Jednocześnie Ludwik VII wymienił nieruchomość z paryskim Hôtel-Dieu, wskazując, że gdy władał zamkiem Dammartin, podarował folwark między miejscami opisanymi jako Mintriacum i Moriacum, więc po zwrocie własności Alberykowi musiał zrekompensować go inną nieruchomością. W 1185 Alberyk, wraz z żoną Matyldą i synem Renaldem, hrabią Boulogne, nadał ziemie w Dammartin kościołowi św. Piotra. W późniejszy latach przeszedł na stronę Plantagenetów, wskutek czego był zmuszony przenieść się do swoich angielskich dóbr. W 1187 otrzymał w lenno od króla Anglii Henryka II Lillebonne w Normandii, gdzie zmarł 20 września 1200. Został pochowany w klasztorze Jumièges.

## Rodzina
W 1159 lub 1160 Alberyk poślubił Joannę Basset, wdowę po Gwidonie FitzPain de Ridale i Szymonie z Gerardmoulins. Dzięki temu małżeństwu stał się on właścicielem Piddington w hrabstwie Oxfordshire. Joanna zmarła wkrótce po ślubie.
Po 1162 ożenił się z Matyldą, córką hrabiego Clermont Renalda II. Z małżeństwa pochodziło siedmioro dzieci:
- Renald I (ok. 1165–1227), hrabia Dammartin, a później poprzez małżeństwo z hrabiną Idą także hrabia Boulogne,
- Raul
- Szymon (1180–1239), mąż hrabiny Ponthieu Marii,
- Alicja, żona Jana z Trie,
- Agnieszka, żona Wilhelma de Fiennes,
- Klemencja, żona Jakuba, syna pana Saint-Omer Wilhelma IV,
- Julia, żona pana Gournay Hugona V[1].

Możliwe, że Alberyk i Matylda mieli jeszcze jedną córkę, której wnukami byli Enguerrand i Renald de Picquigny.